# 悪人に平穏なし
『悪人に平穏なし』（スペイン語: No habrá paz para los malvados, 英語: No Rest for the Wicked）は、2011年のスペイン映画（サスペンス映画）。監督はエンリケ・ウルビス、脚本はウルビスとミチェル・ガスタンビデ、制作はゴンサロ・サラサール＝シンプソン。主演はホセ・コロナド。2012年のゴヤ賞では14部門（最多）にノミネートされ、作品賞、監督賞、脚本賞、主演男優賞、編集賞、音響賞の6部門（最多）で受賞した。日本でのレイティングはR15+。
2004年3月11日に起こったマドリード列車爆破テロ事件に基づいている。2012年3月、アメリカ人俳優のシルベスター・スタローンがハリウッドでのリメイクに興味を示した。

## プロット
サントス・トリニダ（ホセ・コロナド）は特殊部隊にいた経験を持つ優秀な刑事だったが、現在は堕落して酒に溺れ、失踪者捜査課にいる。深夜に立ち寄ったバルでぞんざいな扱いを受けたサントスは、はずみでコロンビア人オーナー、ウェイトレス、従業員の男の3人を銃殺してしまう。目撃者の存在に気付いたサントスは、証拠隠滅の過程で店内の防犯カメラから大規模犯罪の企みを察知する。
バルでの殺害事件の捜査を開始したチャコン判事（エレーナ・ミケル）とレイバ刑事（フアンホ・アルテーロ）は、この事件が単純な薬物がらみの事件ではなく、その裏にイスラーム系組織のテロ攻撃の可能性が潜んでいることに気づく。

## キャスト
※括弧内は日本語吹替
- サントス・トリニダ: ホセ・コロナド（手塚秀彰） - 失踪者捜査課の刑事。
- ロドルフォ刑事: ロドルフォ・サンチョ（佐々木啓夫） - 失踪者捜査課の刑事。サントスの相棒。
- チャコン判事: エレーナ・ミケル（恒松あゆみ） - サントスが犯したバルデの殺人事件の捜査を指揮。
- レイバ刑事: フアンホ・アルテーロ（英語版）（佐々木誠二） - チャコン判事の同僚。警察ではサントスと同期だった。
- オンティヴェロス: ペドロ・マリア・サンチェス（真矢野靖人） - 中央情報局部長。
- ラチド: ユネス・バシール - ダンサー。
- セルダン: エドゥアルド・ファレロ - 麻薬取締局捜査官。
- ハンサム男: カリム・エル＝ケレム（英語版）

## 受賞
- 第26回ゴヤ賞（2012年2月）

| 部門                | 対象                                                        | 結果       |
| ------------------- | ----------------------------------------------------------- | ---------- |
| 作品賞              |                                                             | 受賞       |
| 監督賞              | エンリケ・ウルビス                                          | 受賞       |
| 脚本賞              | エンリケ・ウルビス ミチェル・ガスタンビデ                   | 受賞       |
| 主演男優賞          | ホセ・コロナド                                              | 受賞       |
| 助演男優賞          | フアンホ・アルテーロ                                        | ノミネート |
| 撮影賞              | ウナックス・メンディア                                      | ノミネート |
| 編集賞              | パブロ・ブランコ                                            | 受賞       |
| 音響賞              | リシオ・マルコス・デ・オリベイラ ナチョ・ロジョ＝ビリャノバ | 受賞       |
| プロダクション賞    | パローマ・モリーナ                                          | ノミネート |
| 特殊効果賞          | ラウール・ロマニーリョス チェマ・レマーチャ                 | ノミネート |
| 美術賞              | アントン・ラグーナ                                          | ノミネート |
| 衣装デザイン賞      | パトリシア・モンネー                                        | ノミネート |
| メイク&ヘアメイク賞 | モントセ・ボケラス ナチョ・ディアス セルヒオ・ペレス        | ノミネート |
| 作曲賞              | マリオ・デ・ベニート                                        | ノミネート |

- 第4回ガウディ賞（2012年2月）

| 部門             | 対象               | 結果       |
| ---------------- | ------------------ | ---------- |
| ヨーロッパ作品賞 | エンリケ・ウルビス | ノミネート |